# Hanna Krasnoshlyk
Hanna Serhivna Krasnoshlyk –en ucraniano, Ганна Сергіївна Красношлик– (Lugansk, 6 de marzo de 1996) es una deportista ucraniana que compitió en saltos de plataforma. Ganó una medalla de plata en el Campeonato Europeo de Natación de 2016, en la prueba sincronizada.

## Palmarés internacional
| Campeonato Europeo | Campeonato Europeo    | Campeonato Europeo | Campeonato Europeo     |
| Año                | Lugar                 | Medalla            | Prueba                 |
| ------------------ | --------------------- | ------------------ | ---------------------- |
| 2016               | Londres (Reino Unido) | Medalla de plata   | Plataforma 10 m sincro |